# Pirogowo (rejon wołogodzki)
Pirogowo (ros. Пирогово) – wieś w Rosji, w rejonie wołogodzkim obwodu wołogodzkiego. W 2010 r. liczyła 2 mieszkańców.